# 新星火箭

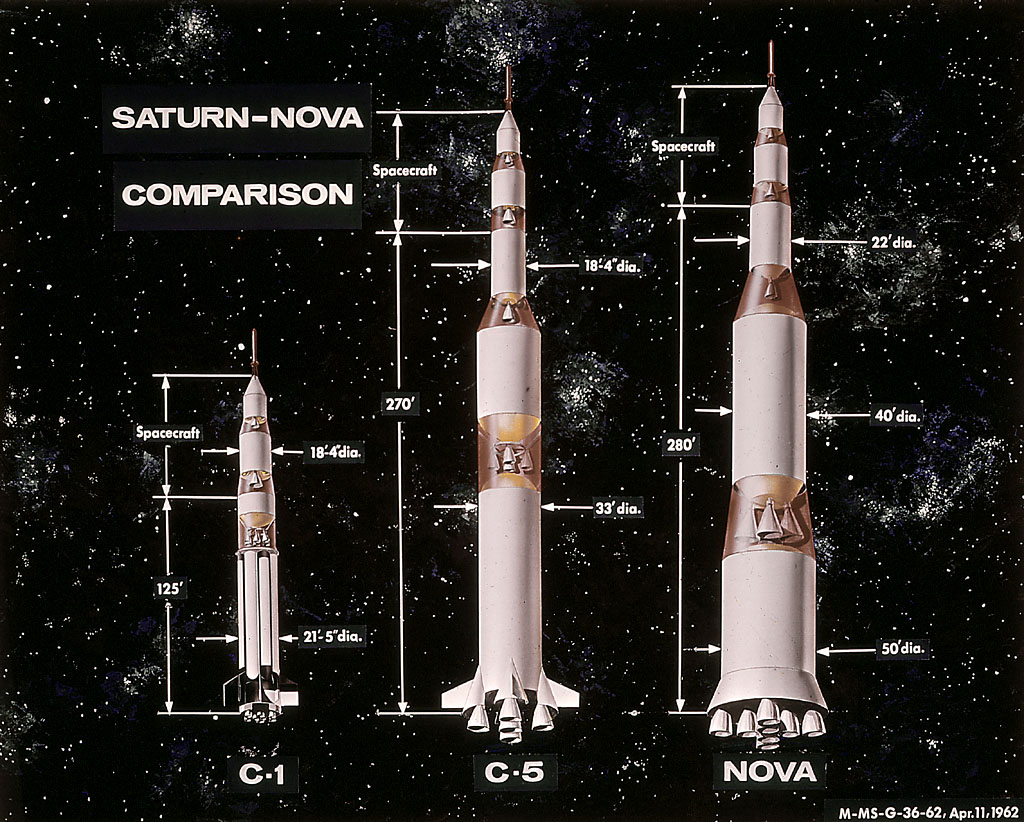
1962年4月的早期概念圖，[從左到右]為農神1號運載火箭、農神5號運載火箭和「新星C8」火箭。（每個概念都包括一個附加階段，該階段在農神1號運載火箭上被完全省略，最終被農神1號運載火箭和農神5號運載火箭上的登月艙適配器所取代。

新星火箭（Nova）是美國太空總署的一系列火箭設計，是阿波羅計畫使用的農神5號運載火箭之前和之後提出的。新星火箭是美國太空總署於 1958年提出的首個大型運載火箭，其任務類似於農神5號運載火箭隨後執行的任務。新星火箭和農神5號運載火箭的設計在基本概念、功率、尺寸和功能上都非常相似。差異雖然很小但很實用，農神運載火箭最終被選中用於阿波羅計劃，主要是因為它可以在更大程度上重複使用現有設施，並且可以更早到達發射台。
在1960年代末的一系列阿波羅計畫後研究中，載人火星任務表明需要比阿波羅計畫更大運載火箭，並以新星火箭的名義開發了一系列配備多達八個F-1火箭發動機發動機的新設計（及農神MLV運載火箭）。新星C8火箭的圖像通常用作整個新星火箭系列的代表，許多對新星火箭的引用都特別指這些阿波羅計畫後版本。這兩個系列的設計本質上是獨立的，但卻共享名稱。因此，「新星火箭」並非指特定的火箭設計，在大多數情況下只是指比農神5號運載火箭更大的火箭。新星火箭是美國太空總署在1960年代初使用的超級助推器的名稱，推力在1000萬至2000萬磅範圍內。

## 外部連結
- Comparison table of Saturn V and Nova configurations
- Encyclopedia Astronautica entry